# 러시아의 도핑
러시아 선수들의 체계적인 도핑으로 인해 러시아(및 러시아 관련 팀)에서 50개의 올림픽 메달이 박탈되었다. 이는 그 다음으로 높은 메달 수의 4배이자 전 세계 메달의 30% 이상에 맞먹는다. 러시아는 올림픽에서 적발된 도핑 선수가 150명 이상으로 세계에서 가장 많은 경쟁자를 보유하고 있다.
러시아 선수들 사이의 도핑은 개인의 선택이 아니라 국가가 후원하고 체계적으로 진행되며, 러시아 국가가 운동선수들에게 스테로이드와 기타 약물을 공급한 것으로 밝혀졌다는 점에서 다른 나라 국민들 사이의 도핑과 구별된다. 컴퓨터 데이터 조작을 통한 진행 중인 조사를 방해하려는 시도를 포함하여 광범위한 도핑 방지 규정 위반으로 인해 세계 반도핑 기구(WADA)는 2019년 올림픽 게임을 포함한 모든 주요 스포츠 행사에서 러시아 연방을 4년 동안 금지했다. 2020년 CAS(스포츠 중재 재판소)는 러시아의 항소에 따라 금지 기간을 2년으로 줄였다. 한편 러시아 출신의 참가자들은 중립 깃발과 명칭으로 국제 대회에 참가할 수 있다.

## 같이 보기
- 도핑
- 이카루스 (2017년 영화)